# Vîksa
Vîksa (ru. Выкса) este un oraș din regiunea Nijni Novgorod, Federația Rusă, cu o populație de 61.657 locuitori.
1. ↑  ОКТМО. 185/2016. Volga Federal District, accesat în 26 octombrie 2016